# Heikendorf
Heikendorf – gmina uzdrowiskowa w Niemczech w kraju związkowym Szlezwik-Holsztyn, w powiecie Plön, siedziba urzędu Schrevenborn..